# Christian Council of Nigeria
Der Christliche Rat Nigerias (englisch Christian Council of Nigeria) ist ein Dachverband verschiedener christlicher Kirchen und Organisationen. 
Er wurde 1929 gegründet und repräsentiert gegenwärtig  14 Kirchen und 6 christliche Organisationen. Der Rat (abgekürzt CCN) hat zwei Abteilungen, das Institut für Kirche und Gesellschaft und die „Daystar Press“.
Gegenwärtig ist der CCN dabei seine Verfassung zu überarbeiten. In der Missionserklärung wird das Ziel formuliert: „die Mitgliedskirchen in die Lage zu versetzen, sich nachhaltig für einen christlichen Lebensstil, christliches Zeugnis und die Verwandlung der nigerianischen Gesellschaft einzusetzen“.
Nach Gründung der Christian Association of Nigeria im Jahre 1976, eines weiteren christlichen Dachverbandes, innerhalb dessen auch die  römisch-katholische Kirche Nigerias sowie zahlreiche  Pfingstkirchen vertreten sind, hat die CCN innerhalb Nigerias an Bedeutung verloren.